# Бони Райт (актриса)
 Тази статия е за английската актриса.  За американската музикантка вижте Бони Райт.  
Бони Франческа Райт е английска актриса и режисьор. Тя е най-известна с ролята си като Джини Уизли във филмовата поредица Хари Потър.
Родена в Лондон, Райт прави професионалния си актьорски дебют във филма „Хари Потър и Философският камък" и изпълнява тази роля в продължение на десет години до последния филм „Хари Потър и Даровете на смъртта: втора част“. След това участва в поредица от независими филми, сред които „Преди да заспя“, „Морето“ и „After the Dark“. Филмите получават смесени отзиви. През 2013 г. прави своя дебют на сцената в образа на главната героиня в „Моментът на истината“ на Питър Устинов в Southwark Playhouse.
Райт завършва Университета по изкуствата в Лондон през 2012 г. с бакалавърска степен по филмово изкуство. Впоследствие основава собствена продуцентска компания, BonBonLumiere, и започва да продуцира късометражни филми. Първият ѝ режисьорски проект е „Separate We Come, Separate We Go“ с Дейвид Тюлис в главната роля, която е представена на филмовия фестивал в Кан и получава одобрението на критиците. Тя режисира филмите „Know Thyself“ с Крисчън Коулсън в главната роля и „Секстант“, като и в двата филма темите са ландшафт и емоция. Премиерата на трисерийния филм на Райт „Телефонни обаждания“ е на филмовия фестивал „Трайбека“ през 2017 г. Тя издава филма „Medusa's Ankles“ с участието на Кери Фокс и Джейсън Айзъкс, базиран на историите на Матис. Режисирала е и музикални видеоклипове за изпълнителите Софи Лоу, Пийт Йорн и Скарлет Йохансон.

## Ранен живот и образование
Бони Франческа Райт е родена на 17 февруари 1991 г. в лондонския квартал Тауър Хамлетс и е второто дете на Шийла Тийг и Гари Райт, собственици на бижутерийната компания Wright & Teague. Учи в основното училище Prior Weston Primary School, а след това в училището King Alfred School в Северен Лондон, където получава средното си образование. Докато е на снимачната площадка, Райт продължава да учи с помощта на частен преподавател и получава три дипломи за висше образование по изкуство, фотография и технология на дизайна.
Заявява, че израстването ѝ на снимачната площадка е допринесло за познанията и интереса ѝ към киното. По време на режисирането на филма „Хари Потър и даровете на смъртта“ през 2009 г. тя започва да посещава Лондонския колеж по комуникации. През 2012 г. Райт завършва университета с бакалавърска степен по изкуства в областта на филмопроизводството.

## Кариера

### 2001 – 2011: Началото и поредицата „Хари Потър“
През 1999 г. в Обединеното кралство се провеждат кастинги за филма „Хари Потър и Философският камък“, екранизация на бестселъра на британската писателка Джоан Роулинг. По-големият брат на Райт е прочел първите две книги от поредицата и ѝ съобщава, че тя му напомня на Джини Уизли. Райт нямала никакъв предишен професионален опит, освен училищни пиеси, и попитала майка си дали може да се яви на прослушване „по прищявка“. След като снимките ѝ са изпратени на кастинг директорите на филма, тя се явява на екранния тест на Дейвид Хейман, а скоро след това родителите ѝ са уведомени, че е получила ролята.
Райт прави кино дебют на деветгодишна възраст при излизането на филма „Хари Потър и Философският камък“ през 2001 г., като се появява в епизодична роля в сцена на лондонската гара Кингс Крос, където героинята ѝ и майка ѝ се срещат с Хари Потър по време на качването на експреса „Хогуортс“. Филмът чупи рекорди по продажби и е най-касовият филм за 2001 г. През следващата година тя отново изпълнява ролята си в „Хари Потър и Стаята на тайните“, в който героинята ѝ започва обучение в Хогуортс и се сблъсква с таен дневник, който започва да контролира действията ѝ. Един критик определя ролята ѝ като „важна“, но „недоразвита“. Филмът счупва рекордите за премиера на своя предшественик и става петият най-печеливш филм за всички времена в региона.
През 2002 и 2004 г. Райт участва в два телевизионни филма: „Stranded“ и „Агата Кристи: Живот в снимки“, където играе по-младата версия на писателката. Райт има поддържащи роли в последователните премиери на филмите „Хари Потър и Затворникът от Азкабан“ и „Хари Потър и Огненият бокал“, излезли през 2004 г. и 2005 г. с търговски успех и нарастващо световно признание.
Ролята на Джини се появява по-ярко в „Хари Потър и Орденът на феникса“, където се присъединява към армията на Дъмбълдор и в крайна сметка участва в кулминационната сцена, в която се сражава с лорд Волдемор и смъртожадните. Марк Адамс от „The Sunday Mirror“ пише, че изпълнението на Райт „оказва най-изтънчено и запомнящо се въздействие... нейното време предстои“. Филмът има критически и финансов успех, а премиерният му уикенд е рекорден. През 2007 г. Райт гостува в сериала „Смяна“ по Дисни Ченъл, където озвучава Ванеса в премиерата на втория сезон, озаглавена „London Calling“. През 2009 г. излиза филмът „Хари Потър и Нечистокръвният принц“. Героинята на Райт продължава да се развива, превръщайки се в гончия на отбора по куидич на Грифиндор, както и в любовен интерес на Хари Потър.
В „Хари Потър и Даровете на смъртта: първа част“ и „Хари Потър и Даровете на смъртта: втора част" Райт влиза в ролята си за последен път, като се появява по време на важната сюжетна линия на битката във филма и в епилога, чието действие се развива деветнадесет години по-късно. Райт е номинирана за наградата „Емпайър“ за изпълнението си в последния филм. Озвучава Джини и във версиите на видеоигрите „Хари Потър и Орденът на феникса“, „Хари Потър и Нечистокръвният принц“ и „Хари Потър и Даровете на смъртта: част първа". Тя е един от тринадесетте актьори, които са участвали във всичките осем филма от поредицата за Хари Потър, като е част от актьорския състав, наричан от Роулинг „Голямата седморка“.

### От 2012 г.: Независими филми и режисьорски фокус
През 2012 г. Райт основава компанията си за филмопроизводство „BonBonLumiere“. Същата година Райт прави дебют като режисьор и сценарист с филма „Separate We Come, Separate We Go“, късометражен филм за съзряването, в който участва звездата от Хари Потър, Дейвид Тюлис. Премиерата на филма е на филмовия фестивал в Кан през 2012 г. и на международния филмов фестивал „Голд Коуст“ през 2013 г. Ник де Семлиен от Empire дава висока оценка на режисурата на Райт, като казва, че „това е впечатляваща първа работа на човек, който очевидно има амбиция да гори“.

През 2013 г. участва в „Преди да заспя“. Филмът е заснет в Нова Англия, а премиерата му е на филмовия фестивал Heartland 2013. След това се появява във филма „Морето“, адаптация на романа на Джон Банвил, където изпълнява ролята на Роуз, крехка, разсеяна млада бавачка. Премиерата на филма е на Международния филмов фестивал в Единбург на 23 юни 2013 г. „The Sea“ получава смесени отзиви; един критик пише, че Райт има потенциал за по-добро, но в крайна сметка неефективно екранно присъствие. Същата година тя прави и сценичния си дебют в ролята на Момичето в „Моментът на истината“ на Питър Устинов. Пиесата се играе в Southwark Playhouse в Лондон от юни до юли. Райт получава похвали от критиците за сценичното си изпълнение. През 2013 г. Райт заснема комедията „Those Who Wander“ и семейно-приключенския филм „Who Killed Nelson Nutmeg?“ („Кой уби Нелсън Нътмег?“). През декември 2013 г. режисира Софи Лоу в музикалния ѝ клип „Dreaming“. Видеото е заснето в националния парк Джошуа Три. През 2014 г. участва в третата серия на „The Great Sport Relief Bake Off“ („Голямото спортно облекчение“).
„Правенето на такива големи филми ме кара да се съсредоточа върху самия процес и да се отърся от актьорството. Когато изпълняваш роля, виждаш твърде много неща, които се случват около теб. Напътствам актьорите, тъй като самата аз съм минала по този път, и има специфичен език, който е толкова уникален. Такова прекрасно преживяване е, ако си бил и от другата страна.“

## Други начинания

### Активизъм
Райт е активен говорител на защитата на околната среда и осведомеността относно пластмасовото замърсяване ; тя каза: „Всяко парче пластмаса, което някога съм използвала, все още е някъде на тази земя и това е ужасяващо.“  През ноември 2017 г. тя се присъедини към Грийнпийс на техния кораб Arctic Sunrise, наблюдавайки пластмасовите отпадъци в океаните.   През януари 2018 г. тя посети централата на Coca-Cola в Атланта, Джорджия, за да предаде петиция, за да ги призове да спрат производството на пластмаса за еднократна употреба .  Преди това тя е провеждала публични дискусии за това как хората могат да намалят употребата на пластмаса за еднократна употреба и се застъпва за каузи на страницата си в Instagram. 

### като модел
През 2011 г. Райт се появи в модно издание за луксозното лайфстайл списание на The Financial Times How to Spend It . Снимките се състояха в музея Виктория и Албърт и отдадоха почит на художника Данте Росети .  Тя участва като модел на модния подиум на модната дизайнерка Кейти Ъри в шоу есен/зима 2011 по време на Седмицата на модата в Лондон .  През август 2013 г. Райт участва, заедно с Фийби Колингс Джеймс и Клара Пейджет, с дизайнера на бижута Доминик Джоунс, моделирайки шезлонги в южното море в помощ на благотворителните организации World Land Trust и Winchester School of Art.  

## Личен живот
Райт е вегетарианец .  Тя живееше в Лос Анджелис до 2022 г., когато се премести в Сан Диего .  Преди това тя беше сгодена за колегата си от Хари Потър Джейми Кембъл Бауър от април 2011 г. до юни 2012 г.  
На 20 март 2022 г. Райт потвърди в официалния си акаунт в Instagram, че се е омъжила за дългогодишния си приятел Андрю Лококо. 

## Филмография

### филм
| година | Заглавие                                  | Роля        | Бележки                                                                |
| ------ | ----------------------------------------- | ----------- | ---------------------------------------------------------------------- |
| 2001 г | Хари Потър и философския камък            | Джини Уизли |                                                                        |
| 2002 г | Хари Потър и Стаята на тайните            | Джини Уизли |                                                                        |
| 2004 г | Хари Потър и Затворникът от Азкабан       | Джини Уизли |                                                                        |
| 2005 г | Хари Потър и Огненият бокал               | Джини Уизли |                                                                        |
| 2007 г | Хари Потър и Орденът на феникса           | Джини Уизли |                                                                        |
| 2009 г | Хари Потър и Нечистокръвния принц         | Джини Уизли |                                                                        |
| 2010 г | Хари Потър и Даровете на Смъртта – Част 1 | Джини Уизли |                                                                        |
| 2011 г | Хари Потър и Даровете на Смъртта – Част 2 | Джини Уизли |                                                                        |
| 2013   | Морето                                    | Роза        | Премиера в Северна Америка 2013 Международен филмов фестивал в Торонто |
| 2013   | After the dark                            | Джорджина   | (по-рано известен като „Философите“ )                                  |
| 2013   | Преди да заспя                            | Фийби       |                                                                        |
| 2014 г | Как (не) се ограбва влак                  | Бони        |                                                                        |
| 2014 г | Баща ми е Скрудж                          | Кони        | Гласова роля                                                           |
| 2015 г | Пот                                       | Миа         | Късометражен филм                                                      |
| 2015 г | Кой уби Нелсън Нътмег?                    | Даян        | [ 59 ]                                                                 |
| 2018 г | Коледна песен                             | Нел         |                                                                        |
| TBA    | Those Who Wander                          | Зоуи        |                                                                        |

### телевизия
| година | Заглавие                                         | Роля                  | Бележки                                |
| ------ | ------------------------------------------------ | --------------------- | -------------------------------------- |
| 2002 г | Закъсал                                          | Младата Сара Робинсън | Телевизионен филм                      |
| 2004 г | Агата Кристи: Живот в снимки                     | Младата Агата Кристи  | Телевизионен филм                      |
| 2007 г | Смяна                                            | Ванеса                | Епизод: „London Calling“; гласова роля |
| 2007 г | Царят на хълма                                   | Хана                  | Епизод: „Боби Рей“; гласова роля       |
| 2022 г | Хари Потър 20-годишнината - Завръщане в Хогуортс | себе си               | Специално събиране                     |

### театър
| година | Заглавие             | Роля     | Бележки             |
| ------ | -------------------- | -------- | ------------------- |
| 2013   | Моментът на истината | Момичето | Southwark Playhouse |

### видео игри
| година | Игра                                      | Гласова роля | Бележки |
| ------ | ----------------------------------------- | ------------ | ------- |
| 2007 г | Хари Потър и Орденът на феникса           | Джини Уизли  |         |
| 2009 г | Хари Потър и Нечистокръвния принц         | Джини Уизли  |         |
| 2010 г | Хари Потър и Даровете на Смъртта – Част 1 | Джини Уизли  |         |
| 2011 г | Хари Потър и Даровете на Смъртта – Част 2 | Джини Уизли  |         |

### тематични паркове
| година | Заглавие                          | Гласова роля | Бележки                                                       |
| ------ | --------------------------------- | ------------ | ------------------------------------------------------------- |
| 2010 г | Хари Потър и забраненото пътуване | Джини Уизли  | Атракция в тематичен парк. Магьосническият свят на Хари Потър |

### като режисьор
| година | филм                             | Роля                                    | Бележки                                                                                      |
| ------ | -------------------------------- | --------------------------------------- | -------------------------------------------------------------------------------------------- |
| 2012 г | Separate We Come, Separate We Go | Сценарист и режисьор, режисьорски дебют | Премиера на филмовия фестивал в Кан                                                          |
| 2013   | Dreaming                         | Директор                                | Музикален клип                                                                               |
| 2014 г | Sea Ess                          | Директор                                | Музикален клип                                                                               |
| 2014 г | Know Thyself                     | Сценарист, режисьор и продуцент         | Късометражен филм с премиера в New Film Makers New York в Anthology Film Archive през 2016 г |
| 2014 г | Fade to Gold                     | Директор                                | Късометражен филм за LoveGold и Wright и Teague                                              |
| 2018 г | Medusa's Ankles                  | Директор                                | Късометражен филм, базиран на Medusa's Ankles от автора AS Byatt                             |
| 2018 г | Taught You How To Feel           | Директор                                | Музикален клип                                                                               |
| 2018 г | Iguana Bird                      | Директор                                | Музикален клип                                                                               |
| 2019 г | Fallible                         | Директор                                | Музикален клип                                                                               |
| 2021 г | Melt                             | Директор                                | Музикален клип                                                                               |

### като сценарист
| година | филм                             | Роля                                 | Бележки                             |
| ------ | -------------------------------- | ------------------------------------ | ----------------------------------- |
| 2012 г | Seperate We Come, Seperate We Go | Само сценарист, дебют като сценарист | Премиера на филмовия фестивал в Кан |

### други роли
| година | Заглавие                                 | Роля      | Бележки                                   |
| ------ | ---------------------------------------- | --------- | ----------------------------------------- |
| 2020 г | Babbitty Rabbitty and her Cackling Stump | Разказвач | Аудиокнига на Приказките на барда Бийдъл. |

### книги
| Година на публикуване | Заглавие                                                        | Бележки |
| --------------------- | --------------------------------------------------------------- | ------- |
| 2022 г                | Go Gently: Actionable Steps To Nurtrue Yourself and the Planet. |         |

## Награди и номинации
| година | награда                 | Категория                       | филм                                      | Резултат   |
| ------ | ----------------------- | ------------------------------- | ----------------------------------------- | ---------- |
| 2011 г | Rodial Beautiful Awards | Награда за най-остър външен вид | Хари Потър и даровете на смъртта          | Спечелена  |
| 2012 г | Награда Empire          | Най-добра новодошла жена        | Хари Потър и Даровете на Смъртта – Част 2 | Номинирана |